# Can Öncü
Can Alexsander Öncü (Alanya, Provincia de Antalya, Turquía; 26 de julio de 2003) es un piloto de motociclismo turco que participa en el Campeonato Mundial de Supersport con el Kawasaki Puccetti Racing.

## Biografía
Can Öncü debutó en la Asian talent Cup en 2016 finalizando la temporada noveno con 75 puntos y un podio en la última carrera de la temporada. En 2017 Öncü compaginó su debut en la Red Bull MotoGP Rookies Cup con la disputá de la Asian Talent Cup corriendo ambas competencias con se hermano gemelo Deniz. En la Red Bull MotoGP Rookies Cup término tercero con 165 puntos mientras que en la Asian Talent Cup también término tercero con 147 puntos.
En 2018 disputó la Red Bull MotoGP Rookies Cup y debutó en el FIM CEV International Championship con el equipo Red Bull KTM Ajo, con 235 puntos ganó la Red Bull MotoGP Rookies Cup precedido de su hermano Deniz y en el FIM CEV terminó en la octava posición con 69 puntos habiendo conseguido dos podios en su temporada debut.
En julio de 2018 la Federación Internacional de Motociclismo creó una ampliación de su regla de edad en la cual el campeón de la Red Bull MotoGP Rookies Cup puede competir en Moto3 a pesar de no tener 16 años(edad mínima para participar en el mundial). En octubre de 2018 el Red Bull KTM Ajo anunció que Öncü disputará con ellos la Temporada 2019 del Campeonato del Mundo de Moto3 Öncü hizo su debut mundialista en el Gran Premio de la Comunidad Valenciana 2018 corriendo como wild card con su equipo el Red Bull KTM Ajo. Clasificó en la cuarta posición y en carrera sorprendió a todos al llevarse la victoria en su carrera debut convirtiéndose en el ganador más joven de la historia de un gran premio.

## Estadísticas

### Red Bull MotoGP Rookies Cup
(Carreras en negrita indican pole position, Carreras en cursiva indican vuelta rápida)
| Temp. | 1      | 2     | 3     | 4     | 5     | 6     | 7     | 8       | 9      | 10    | 11      | 12    | 13      | Pos. | Pts |
| ----- | ------ | ----- | ----- | ----- | ----- | ----- | ----- | ------- | ------ | ----- | ------- | ----- | ------- | ---- | --- |
| 2017  | JER 18 | JER 3 | ASS 1 | ASS 1 | SAC 3 | SAC 1 | BRN 1 | BRN Ret | RBR 14 | RBR 2 | MIS Ret | ARA 5 | ARA Ret | 3º   | 165 |
| 2018  | JER 1  | JER 2 | MUG 2 | ASS 1 | ASS 1 | SAC 2 | SAC 1 | RBR 3   | RBR 2  | MIS 1 | ARA 10  | ARA 8 |         | 1º   | 235 |

### FIM CEV Moto3 Junior World Championship
(Carreras en negrita indican pole position, Carreras en cursiva indican vuelta rápida)
| Temp. | 1      | 2      | 3      | 4      | 5      | 6      | 7     | 8     | 9      | 10    | 11    | 12    | Pos. | Pts |
| ----- | ------ | ------ | ------ | ------ | ------ | ------ | ----- | ----- | ------ | ----- | ----- | ----- | ---- | --- |
| 2018  | EST 15 | VAL 10 | VAL 17 | LMS 28 | CAT 10 | CAT 12 | ARA 3 | JER 6 | JER 10 | ALB 2 | VAL 6 | VAL 3 | 7.º  | 95  |

### Campeonato del mundo de motociclismo

#### Por temporada
| Temp. | Cat.  | Moto | Equipo           | N.º | Carreras | Victorias | Podios | Poles | V.Rap | Pts | Pos  |
| ----- | ----- | ---- | ---------------- | --- | -------- | --------- | ------ | ----- | ----- | --- | ---- |
| 2018  | Moto3 | KTM  | Red Bull KTM Ajo | 61  | 1        | 1         | 1      | 0     | 0     | 25  | 24º  |
| 2019  | Moto3 | KTM  | Red Bull KTM Ajo | 61  | 16       | 0         | 0      | 0     | 1     | 8   | 31.º |
| Total |       |      |                  |     | 17       | 1         | 1      | 0     | 1     | 33  |      |

#### Carreras por año
(Carreras en negrita indican pole position, Carreras en cursiva indican vuelta rápida)
| Año  | Clase | Moto | 1     | 2      | 3       | 4      | 5      | 6      | 7       | 8      | 9      | 10     | 11      | 12     | 13      | 14  | 15  | 16     | 17     | 18     | 19     | Pos. | Pts |
| ---- | ----- | ---- | ----- | ------ | ------- | ------ | ------ | ------ | ------- | ------ | ------ | ------ | ------- | ------ | ------- | --- | --- | ------ | ------ | ------ | ------ | ---- | --- |
| 2018 | Moto3 | KTM  | QAT   | ARG    | AME     | SPA    | FRA    | ITA    | CAT     | NED    | GER    | CZE    | AUT     | GBR    | RSM     | ARA | THA | JPN    | AUS    | MAL    | VAL 1  | 24º  | 25  |
| 2019 | Moto3 | KTM  | QAT 8 | ARG 16 | AME Ret | SPA 18 | FRA 16 | ITA 18 | CAT Ret | NED 16 | GER 14 | CZE 14 | AUT Ret | GBR 14 | RSM DNS | ARA | THA | JPN 18 | AUS 16 | MAL 10 | VAL 12 | 31.º | 8   |

### Campeonato Mundial de Supersport

#### Por temporada
| Temp. | Moto                 | Equipo                         | Carreras | Victorias | Podios | Poles | V.Rap. | Pts | Pos  |
| ----- | -------------------- | ------------------------------ | -------- | --------- | ------ | ----- | ------ | --- | ---- |
| 2020  | Kawasaki Ninja ZX-6R | Turkish Racing Team            | 15       | 0         | 0      | 0     | 0      | 65  | 12.º |
| 2021  | Kawasaki Ninja ZX-6R | Kawasaki Puccetti Racing       | 23       | 0         | 3      | 0     | 1      | 182 | 6.º  |
| 2022  | Kawasaki Ninja ZX-6R | Kawasaki Puccetti Racing       | 24       | 0         | 8      | 0     | 1      | 264 | 3.º  |
| 2023  | Kawasaki Ninja ZX-6R | Kawasaki Puccetti Racing       | 14       | 1         | 3      | 0     | 2      | 89  | 13.º |
| 2024  | Kawasaki Ninja ZX-6R | Kawasaki Puccetti Racing       | 22       | 0         | 0      | 0     | 1      | 92  | 13.º |
| 2025  | Yamaha YZF-R9        | Yamaha bLU cRU EvanBros Racing | 6        | 2         | 3      | 2     | 2      | 77* | 4.º* |
| Total |                      |                                | 104      | 3         | 17     | 2     | 7      | 769 |      |

- * Temporada en curso.

#### Carreras por año
(Carreras en negrita indican pole position, Carreras en cursiva indican vuelta rápida)
| Año  | Moto     | 1       | 1       | 2       | 2       | 3       | 3       | 4       | 4      | 5       | 5       | 6      | 6       | 7      | 7     | 8     | 8       | 9      | 9      | 10     | 10     | 11     | 11     | 12     | 12      | Pos. | Pts |
| Año  | Moto     | R1      | R2      | R1      | R2      | R1      | R2      | R1      | R2     | R1      | R2      | R1     | R2      | R1     | R2    | R1    | R2      | R1     | R2     | R1     | R2     | R1     | R2     | R1     | R2      | Pos. | Pts |
| ---- | -------- | ------- | ------- | ------- | ------- | ------- | ------- | ------- | ------ | ------- | ------- | ------ | ------- | ------ | ----- | ----- | ------- | ------ | ------ | ------ | ------ | ------ | ------ | ------ | ------- | ---- | --- |
| 2020 | Kawasaki | AUS 9   |         | SPA 9   | SPA 12  | POR Ret | POR 10  | SPA 13  | SPA 13 | SPA Ret | SPA Ret | SPA 12 | SPA Ret | FRA 6  | FRA 7 | POR 6 | POR 14  |        |        |        |        |        |        |        |         | 12.º | 65  |
| 2021 | Kawasaki | SPA 10  | SPA 14  | POR Ret | POR 7   | ITA 8   | ITA Ret | NED 7   | NED 7  | CZE 8   | CZE 9   | SPA 8  | SPA Ret | FRA 8  | FRA 3 | SPA 4 | SPA Ret | SPA C  | SPA 6  | POR 8  | POR 10 | ARG 3  | ARG 2  | INA 7  | INA 6   | 6.º  | 182 |
| 2022 | Kawasaki | SPA 3   | SPA Ret | NED Ret | NED 3   | POR 4   | POR 5   | ITA 4   | ITA 5  | GBR 5   | GBR 8   | CZE 21 | CZE 4   | FRA 4  | FRA 6 | SPA 3 | SPA 2   | POR 9  | POR 3  | ARG 4  | ARG 7  | INA 3  | INA 3  | AUS 3  | AUS Ret | 3.º  | 264 |
| 2023 | Kawasaki | AUS Ret | AUS 3   | INA 1   | INA 4   | NED 7   | NED Ret | SPA     | SPA    | ITA     | ITA     | GBR    | GBR     | ITA    | ITA   | CZE   | CZE     | FRA 17 | FRA 14 | SPA 17 | SPA 17 | POR 14 | POR 15 | SPA 11 | SPA 3   | 13.º | 89  |
| 2024 | Kawasaki | AUS Ret | AUS 16  | SPA 8   | SPA 9   | NED 16  | NED 9   | ITA Ret | ITA 29 | GBR 15  | GBR 12  | CZE 11 | CZE 10  | POR 11 | POR 7 | FRA 5 | FRA 9   | ITA 22 | ITA 8  | SPA 7  | SPA 11 | EST WD | EST WD | SPA 23 | SPA Ret | 13.º | 92  |
| 2025 | Yamaha   | AUS 5   | AUS 16  | POR 1   | POR Ret | NED 3   | NED 1   | ITA     | ITA    | CZE     | CZE     | ITA    | ITA     | GBR    | GBR   | HUN   | HUN     | FRA    | FRA    | SPA    | SPA    | POR    | POR    | SPA    | SPA     | 4.º* | 77* |

- * Temporada en curso.